# 龙井街道
龙井街道，是中华人民共和国四川省自贡市大安区下辖的一个乡镇级行政单位。

## 行政区划
龙井街道下辖以下地区：
和大社区、红苕地社区、广华社区、芭茅塘社区、大楻桶社区、华大社区、钟云山社区和龙井社区。